# شروق فؤاد
شروق فؤاد (مواليد 20 يناير 1992)  هي لاعبة كرة طائرة مصرية تلعب في نادي الزمالك النادي الأكثر تتويجا بالبطولات في القرن العشرين 

## مشوارها
بدأت شروق مسيرتها الرياضية وهي في سن الرابعة بالنادي الأهلي وتدرجت في المراحل العمرية داخل النادي حتى وصلت إلى الفريق الأول.حققت شروق مع النادى الأهلى أكثر من 17 بطولة ما بين محلية وأفريقية وعربية ودولية كما حصلت على العديد من الجوائز والألقاب من بينها أفضل صانعة ألعاب في بطولة أفريقيا للأندية عامى 2016 و2019 وتوجت بجائزة أفضل لاعبة صانع ألعاب في البطولة العربية وفى أفريقيا عام 2015.